# スーパーダーリン!
『スーパーダーリン!』とは、硝音あやのファンタジー漫画作品。講談社の漫画雑誌『なかよし』にて2012年4月号から11月号にかけて連載されていた。単行本は全2巻。

## ストーリー
伝統のある高天原学園の遠野さくやは、誰にも見えない「空気」な新入生。彼女は「友達がほしい」と強く思っていた。ある日、さくやは自分の寮室で昔の寮生の日記を見つける。そこにか書かれていたのは散らない千年桜の伝説。「そのさくらの下で願うと運命の相手になれる」という文章に彼女は惹かれる。その後も彼女は見えてもらおうと努力するが誰にも見えてくれない。傷ついたさくやは、不思議な花嵐にさそわれ千年桜のもとにたどり着く。しかし「友達がほしい」という彼女の願いは届かなかった。代わりに来たのは、4人のスーパー美男子。彼らはなぜかさくやが見え、急に「俺の女になれ」と同時告白。彼らの願いを聞き入れた千年桜。だが、この4人とつきあわないと、桜に呪われてしまうと悟る。

## 登場人物
遠野さくや（とおの さくや）
本作の主人公。誰にも見えない「空気系女子」。花宮の婚約発表会にみんなに見えるようになるが、その後、時間の差によりベールがかかり空気女に逆戻り。しかし、最後にはみんなに見えるように。
花宮照（はなみや てる）
世界の政治・経済を動かす財閥の一人。気さくでおおらかな性格。千年桜で出会った女性を婚約者とするという親父の命令によりさくやと出会う。生まれつき相貌失認のため、後継者にするのは苦しい判断。小さいころは隠されるように南の国に住んでいた。
風待凪（かぜまち なぎ）
「食の魔術師」の称号をもつカリスマシェフ。さくやに一目ぼれしたらしい。しかし、出会った当時、さくやの前で涙を流す。穏やかで人懐っこいがミステリアスなところもある。
実は未来人で科学者。未来を救うため過去に来た。彼が事件を作った人物。
羽鳥奏手（はとり かなた）
地球売り上げトップのスーパーアイドル。明るく無邪気だが強かなところもある。いままで恋愛禁止だったため、学校で最初に合った人を初恋の人として決めていた。マネージャーである母は彼の退学を望んでいたが、さくやと3人の協力のおかげで退学を逃れる。
月臣志希（つきおみ しき）
4歳で起業し、宇宙進出もした超天才。唯我独尊のサディストだが純情。彼の望んでいる女性の出現時と場所がさくやと重なり、出会う。花宮をライバル視している模様。

## 書誌情報
講談社KCデラックスより全2巻。1巻は花宮照、2巻には風待凪が表紙を飾っている。
1. 2012年8月7日発売 ISBN 978-4-06-376679-0
2. 2012年11月7日発売 ISBN 978-4-06-376721-6